# Saint-Péray

Saint-Péray este o comună în departamentul Ardèche din sud-estul Franței. În 1 ianuarie 2022 avea o populație de 7.591 de locuitori.